# Jerusalem (Königsberg)
Jerusalem war ein Gut und Dorf am linken Ufer des linken Pregelarms (Alter Pregel) östlich von Königsberg (Preußen).

## Geschichte
Das Dorf wurde von Rittern des Deutschen Ordens gegründet und benannt. Der Elbinger Komtur Heinrich Reuß von Plauen ließ dort im 15. Jahrhundert eine halbkreisförmige, von einem Graben umgebene Schanze aufwerfen.
1927 wurde beim Gut Jerusalem am Pregel ein Wasserwerk errichtet. Dorf und Gut wurden 1928 nach Königsberg eingemeindet.
Das Gut und das frühere Dorf sind infolge des Zweiten Weltkriegs nicht erhalten. Die frühere Ortslage gehört zum heutigen Kaliningrader Stadtteil Moskowskoje. Im Gebiet des ehemaligen Gutes zwischen dem Pregelufer und der südöstlichen Ausfallstraße der Stadt, der in Richtung Prawdinsk (Friedland) und polnischer Grenze führenden A196, stehen einige Plattenbauten sowie ab den 1990er-Jahren errichtete Vorstadtvillen.